# Willowbrook (Californie)
Pour les articles homonymes, voir Willowbrook (homonymie).
Willowbrook est une localité non incorporée et une census-designated place située dans le comté de Los Angeles, en Californie. En 2010, la population s'élevait à 35 983 habitants, dont une majorité de Latinos.

## Démographie
| Groupe            | Willowbrook | Californie | États-Unis |
| ----------------- | ----------- | ---------- | ---------- |
| Blancs            | 22,9        | 57,6       | 72,4       |
| Autres            | 38,5        | 17,0       | 6,2        |
| Afro-Américains   | 34,4        | 6,2        | 12,6       |
| Métis             | 2,9         | 4,9        | 2,9        |
| Amérindiens       | 0,8         | 1,0        | 0,9        |
| Asiatiques        | 0,3         | 13,1       | 4,8        |
| Océaniens         | 0,1         | 0,4        | 0,2        |
| Total             | 100         | 100        | 100        |
|                   |             |            |            |
| Latino-Américains | 63,9        | 37,6       | 16,7       |

Selon l'American Community Survey, en 2010, 67,81 % de la population âgée de plus de 5 ans déclare parler l'espagnol à la maison, 31,20 % déclare parler l'anglais et 0,99 % une autre langue.